# Ivesia cryptocaulis
Ivesia cryptocaulis là loài thực vật có hoa trong họ Hoa hồng. Loài này được (Clokey) D.D. Keck mô tả khoa học đầu tiên năm 1938.

## Hình ảnh

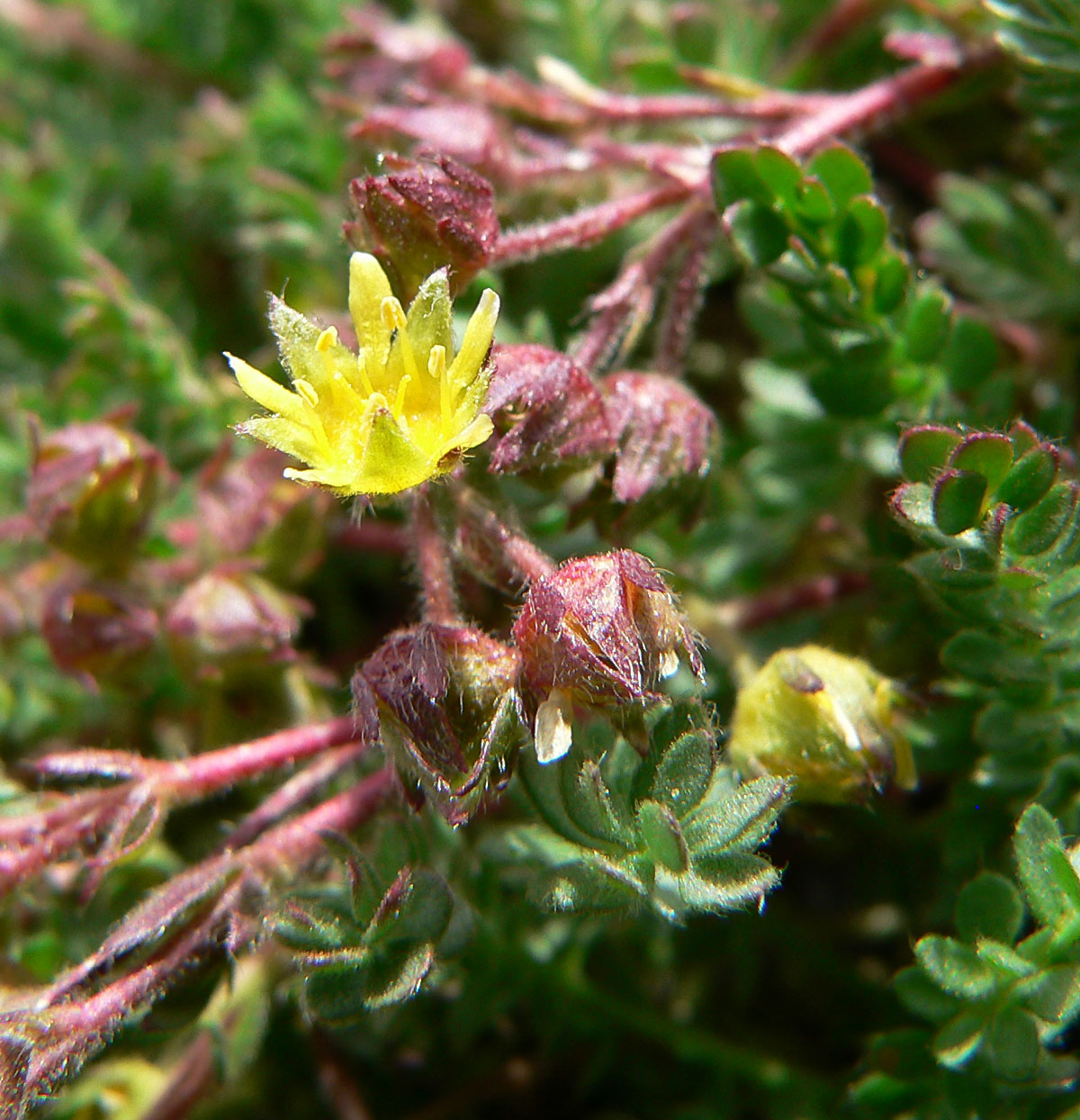
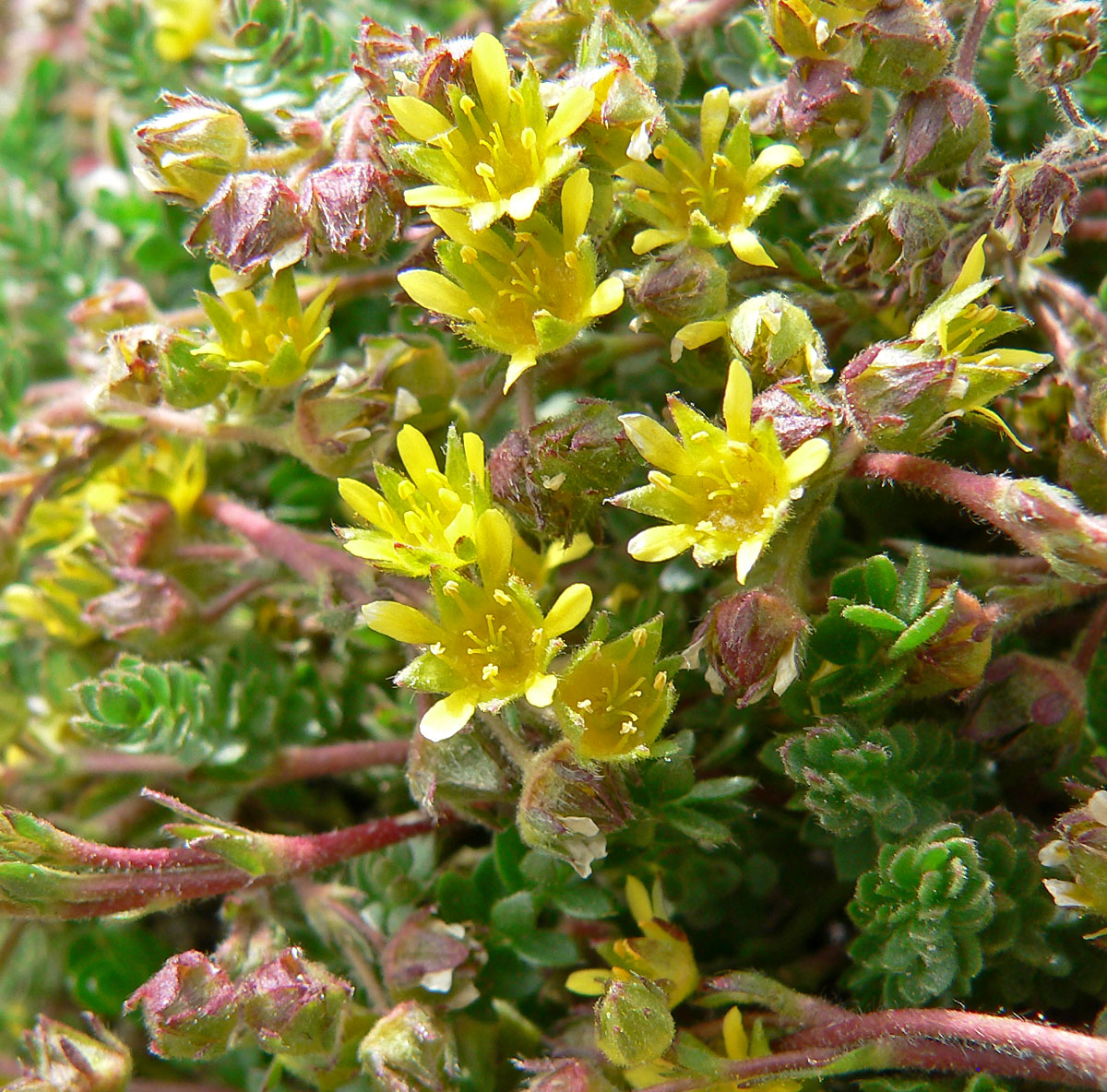
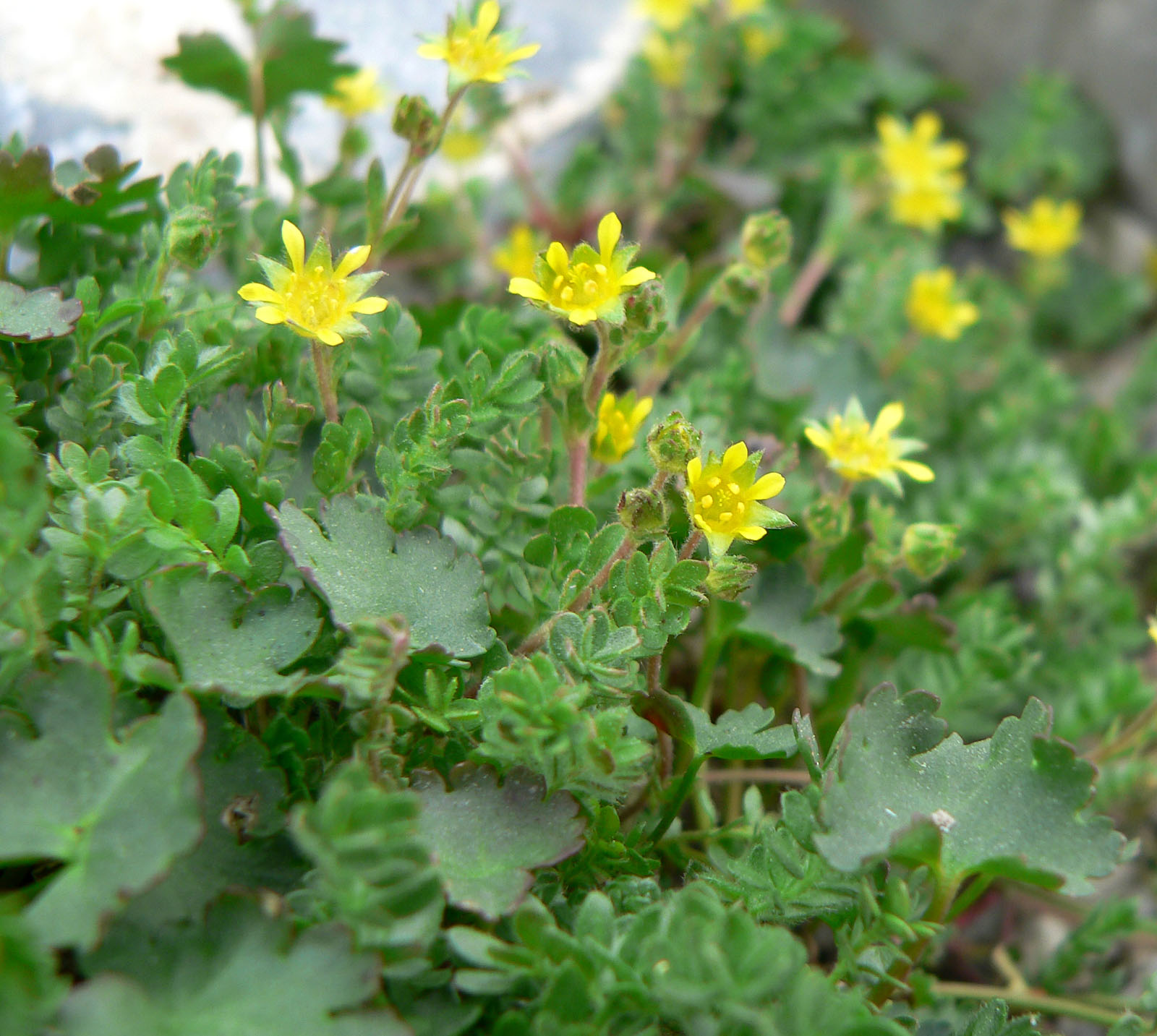
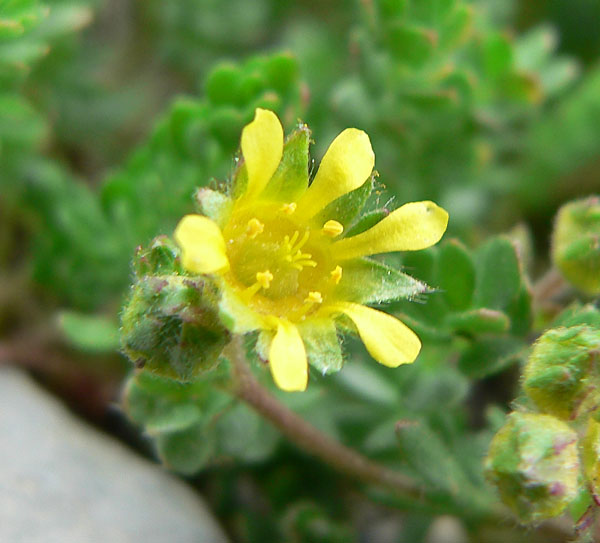